# زولتان بوغنار
زولتان بوغنار هو لاعب كرة قدم سلوفاكي، ولد في 9 فبراير 1988 في تشيكوسلوفاكيا. لعب مع تاتران بريشوف ‏.